# Luc-sur-Mer
Luc-sur-Mer é uma comuna francesa na região administrativa da Normandia, no departamento Calvados. Estende-se por uma área de 3,64 km². Em 2010 a comuna tinha 3 280 habitantes (densidade: 901,1 hab./km²).